# St. Agatha und Markus (Zaiertshofen)

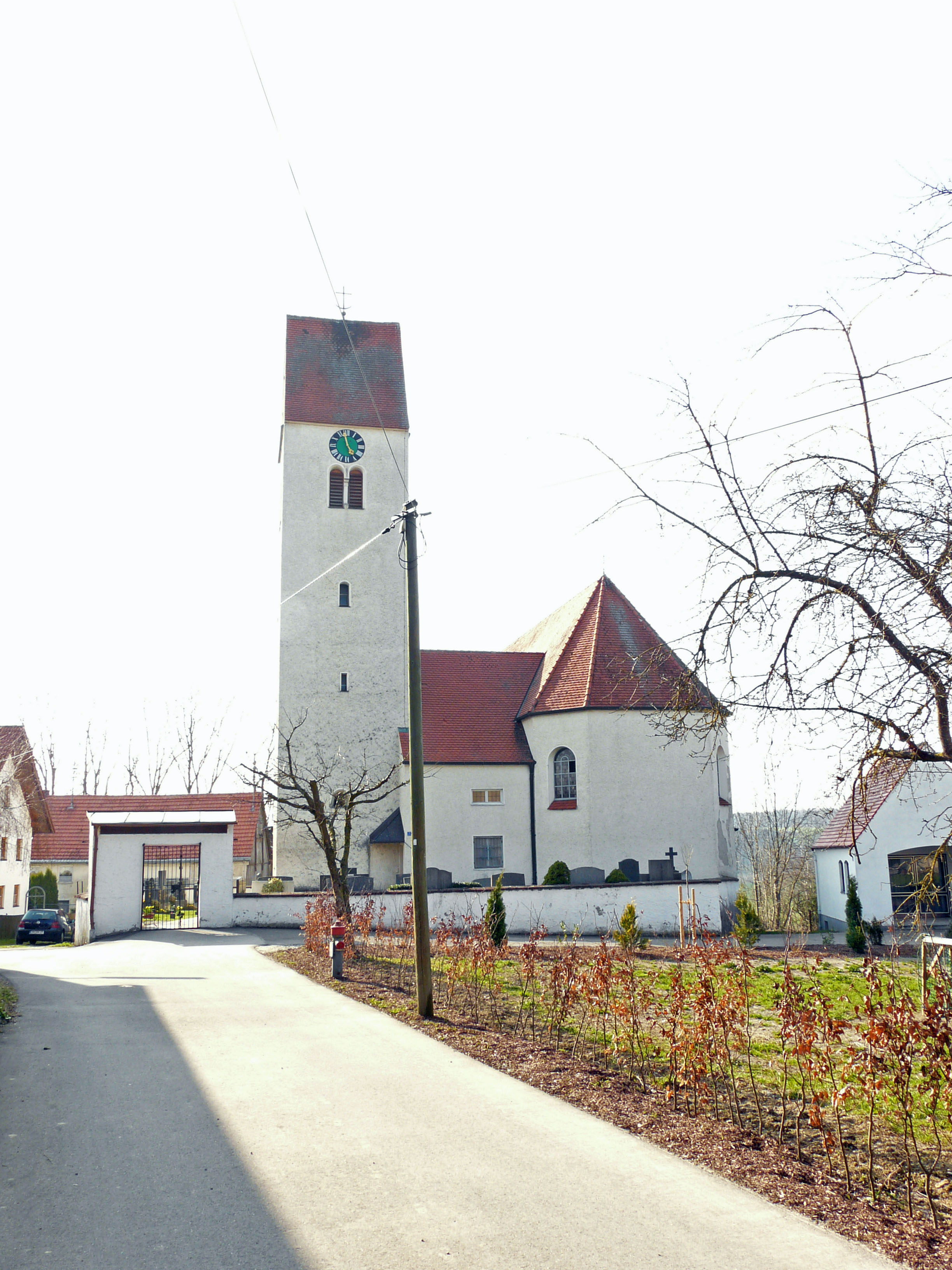
Kirche St. Agatha und Markus in Zaiertshofen

Die katholische Pfarrkirche St. Agatha und Markus befindet sich in Zaiertshofen, einem Ortsteil der Gemeinde Kettershausen im Landkreis Unterallgäu in Bayern. Die Kirche steht unter Denkmalschutz.

## Geschichte
Die 1398 dem Stift Roggenburg inkorporierte Kirche wurde trotz mehrmaliger Vergrößerung im Jahr 1935 mit Ausnahme des Kirchturmes aus der Zeit um 1500 abgerissen. Der Neubau von Robert Pfaud aus Augsburg wurde am 21. Juli 1937 eingeweiht.

## Baubeschreibung
Auf dem Friedhof in der Mitte des Ortes erhebt sich das Kirchengebäude, bestehend aus einem modernen Saal mit flach schließendem Chor. Niedrige Abseite schließen sich an der Nordseite des Langhauses an. Die Sakristei ist ein Anbau zwischen dem Chor und dem auf drei Seiten freistehenden Kirchturm. Der spätgotische Kirchturm ist quadratisch und besitzt keine Gliederung. Im Erdgeschoss des Kirchturmes befindet sich ein Kreuzgratgewölbe. Das oberste Geschoss besitzt Paare rundbogiger Schallöffnungen mit gemeinsamer Stütze in der Mitte. Der Kirchturm und die Sakristei sind mit einem Quersatteldach gedeckt.

## Ausstattung
Die drei Altäre stammen aus dem Jahr 1937 und zeigen Gemälde aus München die mit Reiser bezeichnet sind. Der tischförmige Hochaltar wurde 1967 in der Kirche aufgestellt. Der Flügelaltar von 1937 befindet sich seitdem an der Nordwand des Chores. In der Kirche befinden sich mehrere gefasste Holzfiguren. An der Chorschlusswand befinden sich ein großes Kruzifix aus der ersten Hälfte des 17. Jahrhunderts, dessen Arme später ergänzt wurden, eine Pietà aus der Zeit um 1510/1520, der heilige Sebastian aus dem frühen 18. Jahrhundert und ein heiliger Eligius aus der Mitte des 18. Jahrhunderts. Ein Kruzifix, geschaffen um 1700, ist in der Beichtkapelle aufgestellt. Aus dem ersten Viertel des 17. Jahrhunderts stammen die Figuren der heiligen Agatha und Markus, welche in der Sakristei sind. Diese werden Christoph Rodt zugeschrieben. Ebenfalls in der Sakristei ist die lebensgroße Büste eines Schmerzensmannes vorhanden. Diese wurde um 1700 geschaffen. Im Oratorium befinden sich eine Figur des heiligen Markus aus der Mitte des 18. Jahrhunderts und ein Auferstehungsheiland um 1720, sowie ein Vortragekreuz aus dem 17. oder 18. Jahrhundert. Das kleine Kruzifix im Oratorium stammt aus der Zeit um 1700. In einer Nische des Friedhofstores befindet sich ein Kerkerheiland aus dem frühen 18. Jahrhundert.